# Казен, Ашиль
Ашиль Огюст Казен (фр. Achille Auguste Cazin; 10 апреля 1832, Перпиньян — 22 октября 1877, Париж) — французский физик.
Сын капитана артиллерии. Окончил гимназию в Бурже и Высшую нормальную школу. Преподавал в лицеях Пуатье и Версаля, с 1869 г. профессор физики в парижском Лицее Бонапарта. В 1873—1875 гг. становился лауреатом присуждаемой Французской академией наук премии Тремона. В 1874 году участвовал в астрономической экспедиции Эрнеста Муше на остров Сен-Поль для наблюдения за прохождением Венеры по диску Солнца. Помимо научных занятий увлекался альпинизмом.
Наиболее известен популярной книгой «Теплота» (фр. La Chaleur; 1866), переведённой на английский под названием «Явления и законы теплоты» (англ. The Phenomena and Laws of Heat; 1869) и доходчиво объяснявшей на основе кинетической теории теплоты в её самом общем виде широкий круг явлений, известных читателям из их практического опыта.